# Miss Beryll... die Laune eines Millionärs
Miss Beryll... die Laune eines Millionärs er en tysk stumfilm fra 1921 af Frederic Zelnik.

## Medvirkende
- Lya Mara som Miss Beryll
- Erich Kaiser-Titz
- Fritz Schulz
- Olga Engl
- Loo Hardy
- Ernst Hofmann
- Charles Puffy
- Willy Kaiser-Titz
- Charles Willy Kayser